# Thomas J. C. Chen
Thomas J. C. Chen (陳經銓) (* 1955) ist ein taiwanischer Diplomat im Ruhestand.

## Werdegang
1999 war er stellvertretender Leiter des Taipei Wirtschafts- und Kulturbüro in Ottawa, später leitete er die Abteilung Konsulate im Ministry of Foreign Affairs (Taiwan) in Taipeh.
Ab September 2013 vertrat er die taiwanische Regierungen in Mbabane und Lobamba (Eswatini).
Die offensive Ein-China-Politik der Volksrepublik China führte dazu, dass viele Länder Afrikas die diplomatischen Beziehungen zu Taiwan zu Gunsten der Volksrepublik aufgaben, so auch die Regierung in Ouagadougou (Burkina Faso) im Mai 2018. Chen leitete dadurch die letzte offizielle diplomatische Vertretung Taiwans in Afrika.
Am 22. Juni 2018 erlitt Chen einen Schlaganfall und wurde in einem Krankenhaus in Südafrika behandelt.